# Big Sir
Big Sir il cui vero nome è Dufus P. Ratchett, è un personaggio immaginario della DC Comics. Comparve per la prima volta in The Flash n. 338.

## Biografia del personaggio
Nato Dufus P. Ratchett, aveva una ghiandola encefalica guasta che causò la sua crescita in dimensioni incredibili ma che lo lasciò mentalmente ritardato. Fu più tardi rapito dall'Ospedale Breedmore per Malati Mentali di Central City da un gruppo di super criminali, i Nemici, che lo equipaggiarono con un'armatura altamente tecnologica creata da Monitor. Questo vestito fu pesantemente corazzato, poteva volare, ed includeva una mazza d'energia. Tuttavia, lo rese comunque suscettibile al controllo mentale. A Big Sir fu detto che Flash stava picchiando nella Galleria dei Nemici nel Museo, e che le cose stavano per peggiorare, un topolino. Arrabbiato, Big Sir si scontrò con Flash.
Più tardi, durante il processo di Barry Allen, i due si scontrarono di nuovo. Poco dopo, Big Sir fu rapito e portato a Gorilla City, un posto segreto pieno di primati iper intelligenti. Il suo intelletto fu accresciuto e decise di abbandonare il suo costume e di trovare un modo per contribuire alla società.

### Lega dell'ingiustizia
Quando ritornò come membro della Lega dell'ingiustizia, tuttavia, la sua intelligenza ritornò al suo basso livello precedente. La squadra, guidata da Major Disaster, sopravvisse grazie ad una fortuna bizzarra che salvò spesso le loro vite e le loro libertà, ma raramente la loro dignità. Una volta, Big Sir spaventò uno dei suoi compagni della Lega grazie alla fortuna. Big Sir non capì che visitare una vecchietta sconosciuta era una cosa cattiva. Morì a causa della paura.
Big Sir ed i suoi amici tentarono di imparare il francese, ma non ci riuscirono a causa della mescolanza nella stessa classe con la Justice League Europe. Inevitabilmente saltò fuori un combattimento. Questo fece sì che Big Sir si scontrasse con il successore del suo nemico, Wally West.
Big Sir e Major Disaster irruppero di persona nella banca alla non-ufficiale Club Justice League, portando, naturalmente, al caos e alla confusione. Questa confusione fu poi incrementata dal Club essendo stato costruito su un'isola senziente, Kooey Kooey Kooey, che scelse il giorno dell'incidente per viaggiare.
La Lega dell'ingiustizia una volta divenne anche la Justice League Antartica. Qui, Big Sir incontrò dei pinguini divoratori di carne e fu salvato dalla Lanterna Verde canina, G'nort. L'intera base della Justice League Antartica fu distrutta in una battaglia con i pinguini carnivori. Sebbene la Justice League Antartica dovette intervenire, G'nort salvò la vita dei suoi compagni.
Dopo il fiasco con la JLA, fu licenziato con Maxwell Lord con tutti benefici e la paga di un mese, insieme a tutti i suoi compagni. Questa misura di rispetto irruppe in una visita a Max in Justice League of America n. 53, prima parte del crossover Breakdowns. Max si ritrovò in ospedale dopo un brutale tentativo d'omicidio. Qui, Big Sir accidentalmente ferì quattro poliziotti quando in realtà voleva solo privarli delle loro pistole. Questo, combinato con un'infermiera impaurita, finì per far circondare la stanza dalla polizia, che credevano Max in pericolo.
Martian Manhunter utilizzò la sua invisibilità per spiare il gruppo. Decise di lasciarli lì, dato che credette che sarebbero stati degli ottimi bodyguard.
Big Sir ed i suoi amici provvidero anche un supporto alla League durante la Crisi Dreamslayer/Despero.

### Morte
Successivamente Big Sir si unì alla Suicide Squad in cambio della grazia, insieme alla maggior parte dei suoi compagni della Lega. Furono inviati a contrattare con dei terroristi su di un'isola posseduta dal paese di Iceland. I problemi scaturirono da uno scienziato pazzo che divenne personalmente ossessionato da una forma di vita altamente evoluta. Big Sir la incontrò nella forma biologica geneticamente modificata di un bambino. Quando lo sollevò, pensando che fosse un bambino vero, esplose nelle sue braccia. Anche lui rimase ucciso istantaneamente.

## Poteri e abilità
Big Sir possiede una forza incrementata e resistenza. Possiede anche una mazza energetica che emette scintille di pura energia o un fascio di energia stabile capace di far volare Ratchett. Il suo elmetto emette un "rumore telepatico" che fa sì che Big Sir sia suscettibile alla suggestione.

## Cronologia di Big Sir
- Flash (vol. 1[1]) n. 338 (ottobre 1984): "The Revenge of the Rogues"
- Flash (vol. 1) n. 339 (novembre 1984): "Warday"
- Flash (vol. 1) n. 340 (dicembre 1984): "Reach Out and Waste Somebody"
- Flash (vol. 1) n. 341 (gennaio 1985): "Trial and Tribulation"
- Flash (vol. 1) n. 342 (febbraio 1985): "Smash-Up"
- Crisi sulle Terre infinite n. 5 (agosto 1985): "Worlds in Limbo"
- Justice League International (vol. 1) n. 23 (gennaio 1989): "Gross Injustice"
- Justice League Europe n. 6 (settembre 1989): "No More Teachers' Dirty Looks...?!"
- Justice League America n. 34 (gennaio 1990): "Club JLI"
- Justice League America n. 35 (febbraio 1990): "Lifeboat"
- Justice League Of America n. 53 (agosto 1991): "Breakdowns Part 1"
- Justice League America Annual n. 4 (1990): "What's Black and White and Black and White and Bl"
- Justice League Quarterly n. 4 (autunno 1991): "The Sunnie Caper"
- Justice League Europe n. 49 (aprile 1993): "Red Winter 5: Hard Ground"
- Justice League Europe n. 50 (maggio 1993): "Red Winter 6: The Ice Breaks"
- Outsiders (vol. 2) n. 9 (luglio 1994): "Breakout"
- Suicide Squad (vol. 2) n. 1 (novembre 2001): "Almost a Good Idea" [in cui muore]